# Идеальное число
Идеальные числа были введены в 1847 году немецким математиком Эрнстом Эдуардом Куммером и послужили отправной точкой для определения идеалов колец, введённых позже Дедекиндом.
В настоящее время этот термин не используется и заменён понятием идеала.
Идеал в кольце является главным, если он состоит из элементов, кратных некоторому элементу, иначе он неглавный. Таким образом, каждому числу кольца можно сопоставить главный идеал, при этом можно предположить существование идеальных чисел, которым бы соответствовал произвольный идеал.

## Пример
Пусть y — корень уравнения y² + y + 6 = 0, тогда кольцо целых чисел поля {\displaystyle \mathbb {Q} (y)} — это {\displaystyle \mathbb {Z} [y]}, то есть все выражения вида a + by, где a и b — элементы кольца целых чисел. Пример неглавного идеала в таком кольце — 2a + yb, где a и b — целые числа; куб этого идеала — главный, группа класса — циклическая порядка 3. Соответствующее поле класса получается присоединением всех элементов w вида w³ − w − 1 = 0 к {\displaystyle \mathbb {Q} (y)}, что даёт {\displaystyle \mathbb {Q} (y,w)}. Идеальное число неглавного идеала 2a + yb — это {\displaystyle \iota =(-8-16y-18w+12w^{2}+10yw+yw^{2})/23}. Так как оно удовлетворяет уравнению
{\displaystyle \iota ^{6}-2\iota ^{5}+13\iota ^{4}-15\iota ^{3}+16\iota ^{2}+28\iota +8=0}, то оно алгебраическое целое число.
Все элементы кольца целых чисел поля классов, при умножении на ι дающие {\displaystyle \mathbb {Z} [y]}, имеют вид aα + bβ, где
{\displaystyle \alpha =(-7+9y-33w-24w^{2}+3yw-2yw^{2})/23}
и
{\displaystyle \beta =(-27-8y-9w+6w^{2}-18yw-11yw^{2})/23.}
Коэффициенты α и β также алгебраические целые числа, удовлетворяющие
{\displaystyle \alpha ^{6}+7\alpha ^{5}+8\alpha ^{4}-15\alpha ^{3}+26\alpha ^{2}-8\alpha +8=0}
и
{\displaystyle \beta ^{6}+4\beta ^{5}+35\beta ^{4}+112\beta ^{3}+162\beta ^{2}+108\beta +27=0}
соответственно. Умножая aα + bβ на идеальное число ι, получаем 2a + by, что является неглавным идеалом.

## История
Куммер впервые написал о возможности неединственного разложения на множители в циклотомических (круговых) полях в 1844 году в малоизвестном журнале; статья была повторена в 1847 году в журнале Лиувилля. В дальнейших работах в 1846 году и 1847 году он опубликовал свою основную теорему о единственности разложения на (действительные и идеальные) простые множители.
Считается, что Куммер пришел к идее «идеальных комплексных чисел» при изучении Великой теоремы Ферма; рассказывают даже, что Куммер, как и Ламэ, считал, что доказал Великую теорему Ферма, пока Дирихле не сказал ему, что его доводы опираются на единственность факторизации; но эта история была впервые рассказана Куртом Гензелем в 1910 году и, скорее всего, произошла из ошибки в одном из источников Гензеля. Гарольд Эдвардс сказал, что «вера в то, что Куммер в данном случае интересовался в основном великой теоремой Ферма, несомненно ошибочна».
Обобщение идей Куммера было осуществлено Кронекером и Дедекиндом в течение следующих сорока лет. Прямое обобщение столкнулось с серьёзными трудностями, что привело Дедекинда к созданию теории модулей и идеалов. Кронекер справился с трудностями, развив теорию форм (обобщение квадратичных форм) и теорию дивизоров. Работы Дедекинда легли в основу теории колец и общей алгебры, а работы Кронекера создали главный инструмент алгебраической геометрии.